# ClubFunding
 (mai 2025).
L'article doit être relu — et modifié si nécessaire — par des contributeurs indépendants pour apporter un regard critique aux contributions effectuées en violation des conditions d'utilisation de Wikipédia, tant sur la forme (notamment concernant le style encyclopédique, la proportionnalité) que sur le fond (la neutralité de point de vue, la qualité et l'indépendance des sources).
 (mars 2025).
Motif : une seule source nationale
- Archive Wikiwix
- Bing
- Cairn
- DuckDuckGo
- E. Universalis
- Gallica
- Google
- G. Books
- G. News
- G. Scholar
- Persée
- Qwant
- (zh) Baidu
- (ru) Yandex
- (wd) trouver des œuvres sur Wikidata

| 1. | Préciser le motif de la pose du bandeau. | Précisez le motif de la pose du bandeau en utilisant la syntaxe suivante : {{admissibilité à vérifier\|date=juin 2025\|motif=remplacez ce texte par le motif}}                   |
| 2. | Informer les utilisateurs concernés.     | Pensez à avertir le créateur de l'article, par exemple, en insérant le code ci-dessous sur sa page de discussion : {{subst:avertissement admissibilité à vérifier\|ClubFunding}} |

 (mars 2025).
ClubFunding est une entreprise française spécialisée dans l’investissement alternatif, offrant des solutions de financement participatif et d’investissement à destination des particuliers et des professionnels.

## Historique
ClubFunding a été fondé en 2014 avec pour objectif de démocratiser l’investissement immobilier en proposant des solutions accessibles aux investisseurs particuliers. Initialement positionnée sur le financement participatif immobilier via des obligations, l’entreprise a progressivement diversifié son offre pour inclure la gestion d’actifs (via ClubFunding AM), des solutions d’investissement en SCPI et d’autres produits financiers alternatifs.
En 2022, ClubFunding Group a réalisé une levée de fonds de 125 M€, renforçant ainsi sa capacité à financer de nouveaux projets.
En 2023, le groupe a annoncé son expansion en Espagne,. L'entreprise ouvre des bureaux à Barcelone en 2023 puis à Madrid en 2024.
La société a également obtenu plusieurs agréments, dont celui de société de gestion agréée par l’Autorité des Marchés Financiers (AMF) pour sa filiale ClubFunding AM.

## Activités
ClubFunding Group propose plusieurs types d’investissements : [réf. nécessaire]:
- Financement participatif immobilier : à travers des obligations et des actions permettant aux particuliers d’investir dans des projets immobiliers.
- Gestion d’actifs : via ClubFunding AM, qui structure des fonds d’investissement alternatifs.
- SCPI[4] : avec SCPI Vitality, qui investit dans des actifs immobiliers liés à la santé et au bien-être.
- Produits structurés et Girardin industriel : solutions d’investissement fiscalement optimisées.

## Gouvernance
Le groupe est dirigé par Elisa Muntean et un comité exécutif.

## Reconnaissance et distinctions
ClubFunding Group figure dans le programme Next 40 de la French Tech depuis 2023, qui distingue les entreprises technologiques françaises à forte croissance. La société a également établi un partenariat avec la banque Citi pour structurer un fonds d’investissement.